# AKM
O AKM (em russo:  Автомат Калашникова Модернизированный; Avtomat Kalashnikova Modernizirovanniy ou "fuzil automático Kalashnikov modernizado") é um fuzil de assalto 7,62mm projetado por Mikhail Kalashnikov. É uma variante comum melhorada do fuzil AK-47 desenvolvido na década de 40.
Introduzido para serviço do Exército Vermelho em 1959, o AKM é a variante onipresente entre a série AK de armas de fogo, e encontrou amplo uso na maioria dos antigos Estados membros do Pacto de Varsóvia e seus aliados africanos e asiáticos, além de ser amplamente exportada e produzida em muitos outros países. A produção desses fuzis é realizada pela Tulsky Oruzheiny Zavod e Izhmash. Foi oficialmente substituído no serviço de linha de frente do exército soviético pelo AK-74 no final da década de 1970, mas continua sendo usado no mundo todo.

## Detalhes de Projeto
O AKM é um fuzil de assalto que utiliza o cartucho intermediário soviético 7,62x39mm. É operado a gás com um ferrolho rotativo. O fuzil AKM é capaz de disparar em fogo seletivo, podendo disparar tiros individuais ou automáticos a uma taxa cíclica de 600–650 disparos/min. A ação operada a gás possui um suporte do parafuso maciço com um pistão de gás de curso longo permanentemente conectado. O suporte do parafuso é montado nos dois trilhos, formados na lateral do receptor, com um espaço significativo entre as partes móveis e estacionárias. Apesar de ter sido substituído no final dos anos 70 pelo AK-74, o AKM ainda está em serviço em algumas reservas do exército russo e unidades de segunda linha e vários países do leste europeu.

### Melhorias sobre AK-47

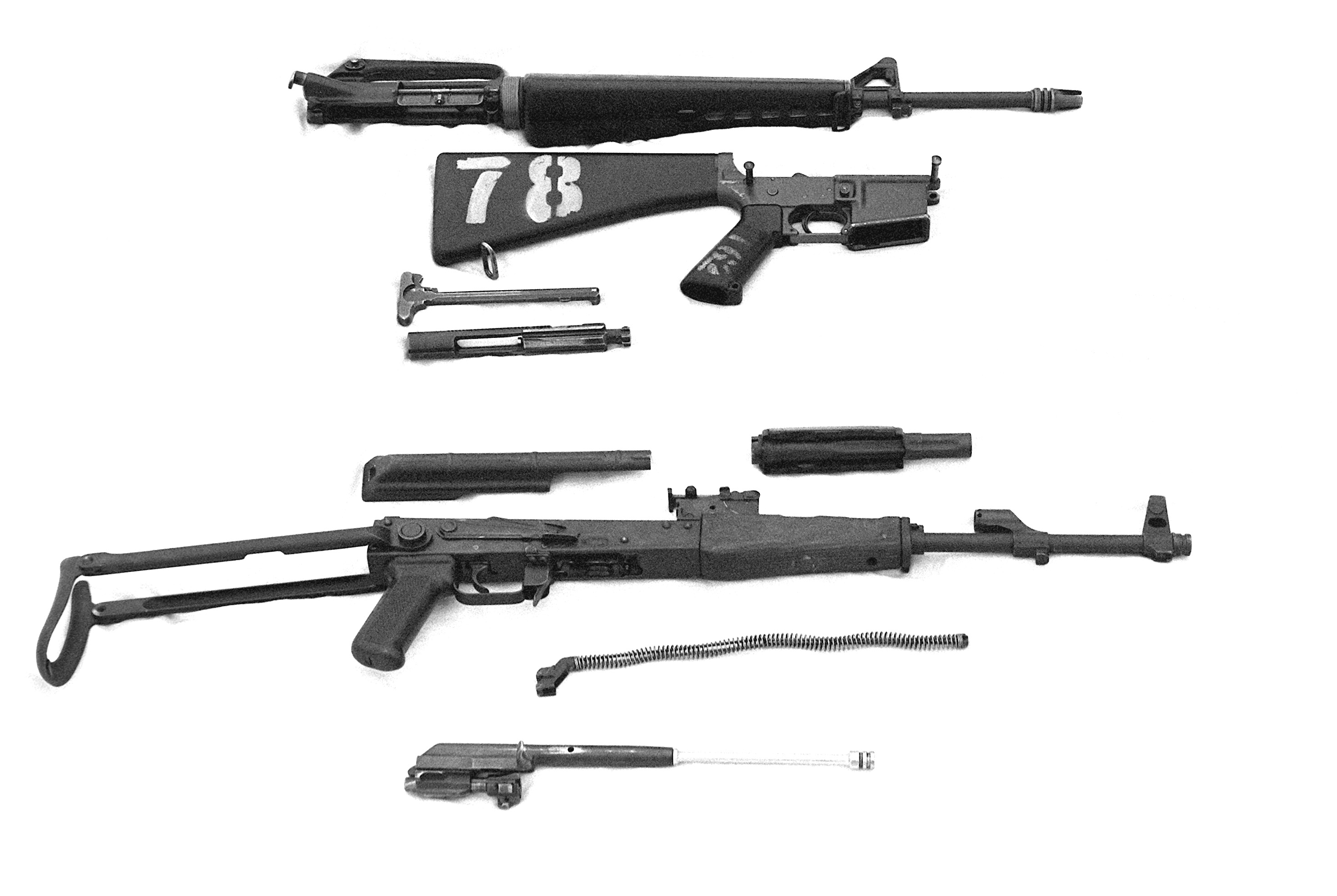
A variante AKMS desmontada (abaixo) em comparação com o americano M16.

Comparado ao AK-47, o AKM apresenta melhorias detalhadas e aprimoramentos que otimizam o rifle para produção em massa; algumas peças e conjuntos foram concebidos usando métodos de fabricação simplificados. Notavelmente, o receptor de aço fresado do AK-47 foi substituído por um estampado de aço em forma de U. Como resultado destas modificações, o peso do AKM foi reduzido em ≈ 1kg (2.2lb), a precisão durante o disparo automático aumentou e foram abordadas várias questões de confiabilidade. O cano revestido a cromo do AK-47 foi mantido, uma característica comum das armas soviéticas, que resiste ao desgaste e à corrosão, particularmente sob condições severas de campo e uso quase universal do Bloco do Leste de munição corrosivamente prepara.
O receptor do AKM é estampado de uma folha de aço lisa de 1,0mm (0.04in), comparado com o AK-47 onde o receptor foi usinado a partir de aço de maior espessura. Para o receptáculo em forma de U estampado em uma chapa metálica que abriga um munhão traseiro de estoque e munhão de tambor dianteiro são presos usando rebites. O alojamento do receptor também possui um suporte de seção transversal tubular rígida que adiciona resistência estrutural. Os trilhos de guia que auxiliam o movimento do suporte do parafuso, que também incorpora o ejetor, são instalados dentro do receptor por meio de soldagem por pontos. Como uma medida de poupança de peso, a tampa do receptor estampada é de metal bitola mais fina do que a do AK-47. Para manter a resistência e a durabilidade, emprega nervuras de reforço longitudinais e latitudinais.

### Cano
O canhão dianteiro do canhão tem um soquete não roscado para o cano e um furo transversal para um pino que fixe o cano no lugar. Em alguns modelos o munhão traseiro tem dois braços de montagem estendidos em ambos os lados que suportam o buttstock; Outros modelos fixos usam um munhão em forma de degrau que cobre toda a largura do interior do receptor.
O cilindro do AKM é instalado no munhão frontal e fixado (ao contrário do AK-47, que tem um receptor de uma peça com os munhões integrais e um tambor que é parafusado-dentro). Além disso, o cano tem ranhuras de guia horizontal que ajudam a alinhar e segurar os guarda mão no lugar. Para aumentar a precisão da arma durante o disparo automático, o AKM foi equipado com um freio de focinho cortado oblíquo que ajuda a redirecionar os gases propulsores em expansão para cima e para a direita durante a queima, o que atenua a elevação do focinho durante uma rajada automática quando realizada por um atirador destro. O freio do focinho é enfiado na extremidade do cilindro com uma rosca à esquerda. Nem todos os AKM tinham freios de focinho inclinados; Alguns também foram equipados com a porca mais velha focinho que veio do AK-47. A maioria dos AKMs com porcas focas eram armas de produção mais antigas. O freio inclinado do AKM também pode ser usado no AK-47, que tinha uma porca simples para cobrir os fios.

### Bloco de gás
O bloco de gás no AKM não tem uma haste de limpeza de captura ou alça de estilingue, mas é, em vez disso, equipado com um colar de suporte de baioneta integrado que tem um orifício guia de limpeza da haste. O laço do estilingue dianteiro foi deslocado para a tampa do retentor da parte dianteira. O retentor de proteção das mãos também tem entalhes que determinam a posição dos protetores de mão no cano. Os guarda mão de madeira laminados do AKM têm ranhuras laterais que ajudam firmemente agarrar o rifle.
As aberturas de alívio de gás que aliviam a pressão de gás no cilindro de êmbolo (colocados horizontalmente numa fila no cilindro de gás no AK-47) foram movidas para a frente para o bloco de gás e colocadas numa disposição radial.

### Porta-parafuso
O suporte do parafuso do AKM é ligeiramente mais leve e, apesar de algumas pequenas diferenças na sua forma, pode ser utilizado de forma intercambiável com o parafuso e parafuso do AK-47.

### Estoque
O buttstock, guarda mão inferior e guarda mão superior são fabricados de laminados de madeira de bétula como o modelo posterior AK-47 móveis. Essas madeiras de engenharia são mais fortes e resistem à deformação melhor do que os padrões convencionais de uma peça, não exigem longa maturação e são mais baratas. O buttstock de madeira usado no AKM é mais afundado a fim reduzir o peso e é mais longo e mais reto do que aquele do AK-47, que ajuda a exatidão para tiros subsequentes durante o incêndio rápido e automático. O estoque de madeira também abriga o emitido kit de limpeza , que é um tubo de metal de pequeno diâmetro com uma tampa de bloqueio de torção. O kit contém normalmente o entalhe de limpeza ao qual um pedaço de material de tecido é enrolado e mergulhado em solução de limpeza. Ele também contém um pino punção, um pino de montagem para manter o gatilho, seccionador e redutor de taxa juntos, enquanto colocá-los de volta para o receptor após a limpeza da arma, e uma escova barril. O kit está preso dentro do buttstock através de uma porta de armadilha com mola na chapa de metal prensada
O AKM usa um mecanismo de mola de retorno modificado, que substitui a única haste de guia de mola de recuo por uma guia de fio em forma de "U".

### Conjunto de gatilho
O AKM tem um conjunto de gatilho modificado, equipado com um dispositivo de atraso de liberação de martelo (instalado no pino do mesmo eixo juntamente com o gatilho e seccionador) comumente chamado de "redutor de taxa". Na verdade, seu objetivo principal não é reduzir a taxa de fogo automático; É um dispositivo de segurança para garantir que a arma só dispara em automático quando o parafuso é totalmente bloqueado, como o martelo é tropeçado por últimos poucos milímetros de transporte do parafuso de movimento para a frente. O dispositivo também reduz "disparar gatilho" ou "rebate do gatilho" e a taxa de fogo da arma, o que também reduz a dispersão de balas quando acionar em modo totalmente automático. O martelo também foi alterado e equipado com uma protrusão que engata o redutor de taxa e o gatilho tem apenas um braço de liberação de martelo entalhado (em comparação com dois braços paralelos no AK-47).

### Mira
A mira de ferro tangente traseira entalhada do AKM é calibrada em incrementos de 100 a 1.000 metros (109 a 1,094yd) e em comparação com o AK-47 os dentes de posição da folha que prendem o entalhe ajustável deslizante foram transferidos do Direita para a borda esquerda da rampa. A mira frontal é um poste ajustável para a elevação no campo e tem uma forma ligeiramente diferente e sua parte inferior é mais estreita comparada ao AK-47. Ajustamento horizontal requer uma ferramenta de deriva especial e é feito pelo arsenal antes da emissão ou se a necessidade surge por um armeiro após a emissão. Os elementos da linha de visão são aproximadamente 48,5mm (1.9in) sobre o eixo do furo. O ajuste de zero de batalha "ponto-branco intervalo" "П" no elemento da mira tangente traseira da AKM de 7,62×39mm corresponde a um zero de 300m (328yd). Para o AKM combinado com cartuchos de serviço, o ajuste de batalha de 300 m limita a aparente "elevação de bala" dentro de aproximadamente -5 a 31 centímetros (−2.0 a 12.2in) em relação à linha de visão. Os soldados são instruídos a disparar em qualquer alvo dentro desta faixa, simplesmente colocando a mira sobre o centro de massa (a fivela do cinto) do alvo inimigo. Quaisquer erros na estimativa de alcance são tecnicamente irrelevantes, uma vez que um tiro bem direcionado atingirá o tronco do soldado inimigo.

### Carregador

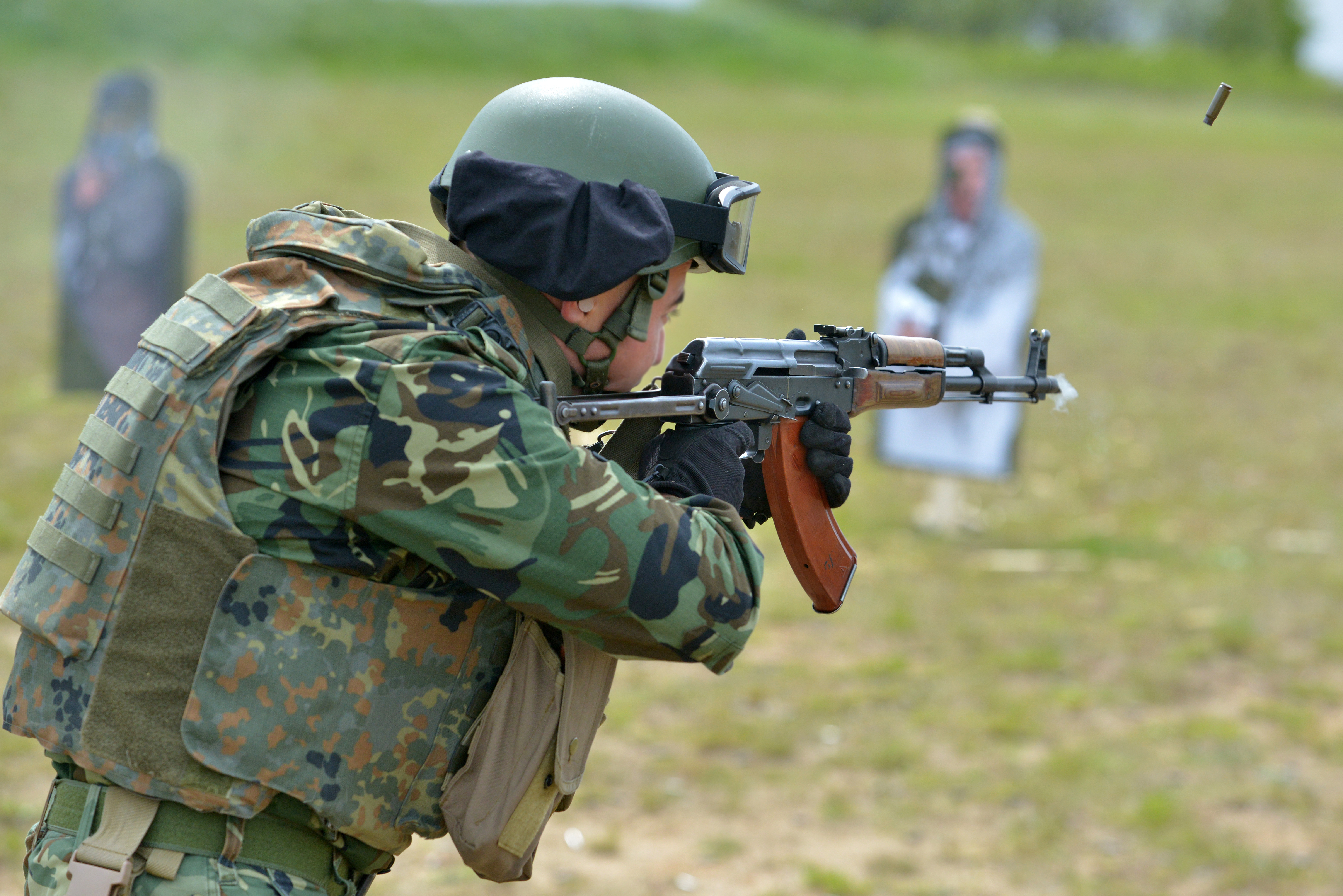
AKMS com um carregador "bakelite" de 30 tiros. Apesar de seu nome, os carregadores são realmente feitas de fibra de vidro e resina, juntamente com reforços de aço. O carregador tem uma "seta em triângulo" Izhmash arsenal marcado no canto inferior direito

A lâmina inicial revestida de aço do carregador do AK-47 de 30 tiros de caixa destacável teve 1mm (0.039in)  de corpos de folha de metal e pesavam 0,43kg (0.95lb) vazios. O aço posterior do carregador de aço do AKM de 30 tiros tinha um corpo de chapa mais leve com arranhaduras de reforço proeminentes que pesam 0,33kg (0.73lb) vazio. Para reduzir ainda mais o peso, foi desenvolvido um compartimento de peso leve com um corpo de alumínio com um proeminente padrão de arranhaduras waffle de reforço com um peso de 0,19kg (0.42lb) que para o AKM que se revelou demasiado frágil e a pequena quantidade emitida destes carregadores rapidamente foi retirado de serviço. Com uma substituição de aço reforçado para plástico 30 tiros 7,62×39mm carregadores de caixa foram introduzidas. Esses carregadores de cor de ferrugem pesam 0,24kg vazio e muitas vezes são erroneamente identificadas como sendo feitas de baquelita (uma resina fenólica), mas foram de fato fabricadas a partir de duas partes de composto de moldagem AG-S4 (um vidro-reforçado composto impregnado com aglutinante de fenol-formaldeído), montado usando um adesivo de resina epóxi. Conhecido por sua durabilidade, estes carregadores, no entanto, comprometeram a camuflagem do rifle e faltavam as pequenas arranhaduras de reforço horizontais correndo para baixo ambos os lados do corpo do carregador perto da frente que foram adicionados em todas as gerações de carregadores plásticos. Uma segunda geração de aço reforçado marrom escuro (tons de cor variam de marrom a ameixa para perto de preto) de carregadores de 30 tiros 7,62×39mm foi introduzida no início dos anos 1980, fabricado a partir do plástico ABS. A terceira geração de aço reforçado 30 tiros do carregador de 7,62×39mm é semelhante à segunda geração, mas é mais escuro e tem um acabamento de superfície mate não-reflexivo. A edição atual de aço mate reforçado preto verdadeira superfície não rejeitada acabado 7,62×39mm de carregadores de 30 tiros, fabricado em plástico ABS pesa 0,25kg (0 55 libras) vazio. Inicialmente carregadores de aço AK-47 têm um comprimento de 248mm e o posterior aço acanalado AKM e os novos carregadores de plástico de 7,62×39mm têm cerca de 25mm (1in) mais curtos.
A transição de carregadores de aço para principalmente de plástico resultou em uma significativa redução de peso e permitiu que um soldado possa realizar mais tiros com o mesmo peso.
| Fuzil         | Cartucho  | Peso do cartucho | Peso do carregador vazio                 | Peso do carregador carregado | Max. 10.12kg (22.3lb) Carga da munição*         |
| ------------- | --------- | ---------------- | ---------------------------------------- | ---------------------------- | ----------------------------------------------- |
| AK-47 (1949)  | 7,62×39mm | 16,3 g (252 gr)  | Laje de aço 430g (0,95lb)                | 30 tiros 916g (2.019lb)      | 11 carregadores para 330 tiros 10,12kg (22.3lb) |
| AKM (1957)    | 7,62×39mm | 16,3 g (252 gr)  | Aço estampado com nervuras 250g (0.55lb) | 30 tiros 819g (1.806lb)      | 12 carregadores para 360 tiros 10,12kg (22.3lb) |
| AK-103 (1994) | 7,62×39mm | 16,3 g (252 gr)  | Plástico reforçado com aço 250g (0.55lb) | 30 tiros 739g (1.629lb)      | 13 carregadores para 390 tiros 9,62kg (21.2lb)  |

Nota: Todos os carregadores 7,62×39mm da AK são compatíveis com versões anteriores das variantes da AK .
*Nota: 10,12kg (22.3lb) é a quantidade máxima de munição que o soldado médio pode transportar confortavelmente. Ele também permite a melhor comparação dos três mais comuns 7,62×39mm plataforma de carregadores da AK.

### Acessórios

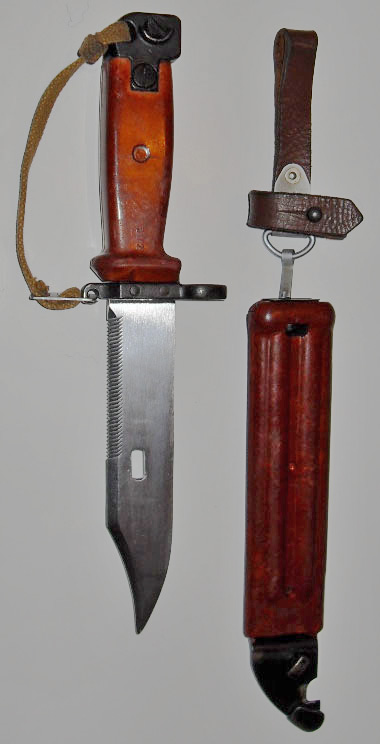
Baioneta e bainha tipo 6H4

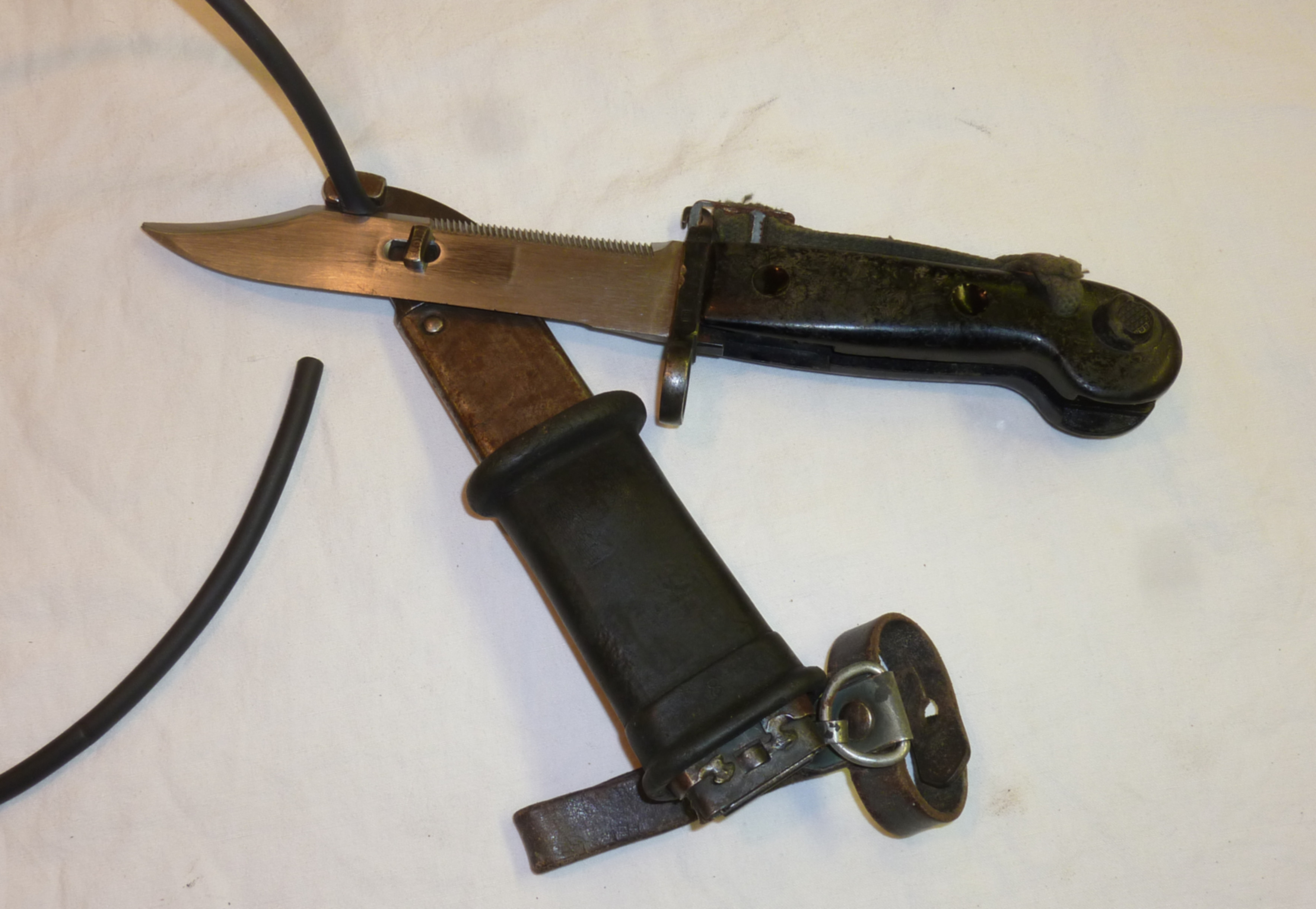
AKM Tipo I baioneta do Nationale Volksarmee que cortou um fio elétrico

O AKM vem fornecido com uma variedade de kit de acessórios diferentes que contém um M1959 6H4 ou 6H3um tipo de baioneta e vem com carregadores sintéticas ou de aço. A lâmina de baioneta tipo 6X3 forma um dispositivo de corte de arame quando acoplado com sua bainha. A pega de polímero e a parte superior da bainha fornecem isolamento da lâmina de metal e parte inferior da bainha metálica, usando uma manga de isolador de borracha, para cortar com segurança fio eletrificado. O kit também vem com um soco usado para expulsar vários pinos e um dispositivo que auxilia na montagem do mecanismo de redução de taxa. O lançador de granadas GP-25 também pode ser montado no AKM.

### Munição
A arma usa a mesma munição que o AK-47: o 7,62×39mm M43 cartucho de rifle intermediário. Os princípios do projeto do mecanismo AKM e os procedimentos para carregamento e disparo são praticamente idênticos aos do AK-47, sendo a única diferença o conjunto do gatilho (durante a fase de retorno do porta-parafuso no modo totalmente automático) como resultado da incorporação da taxa Redutor.

## Variantes

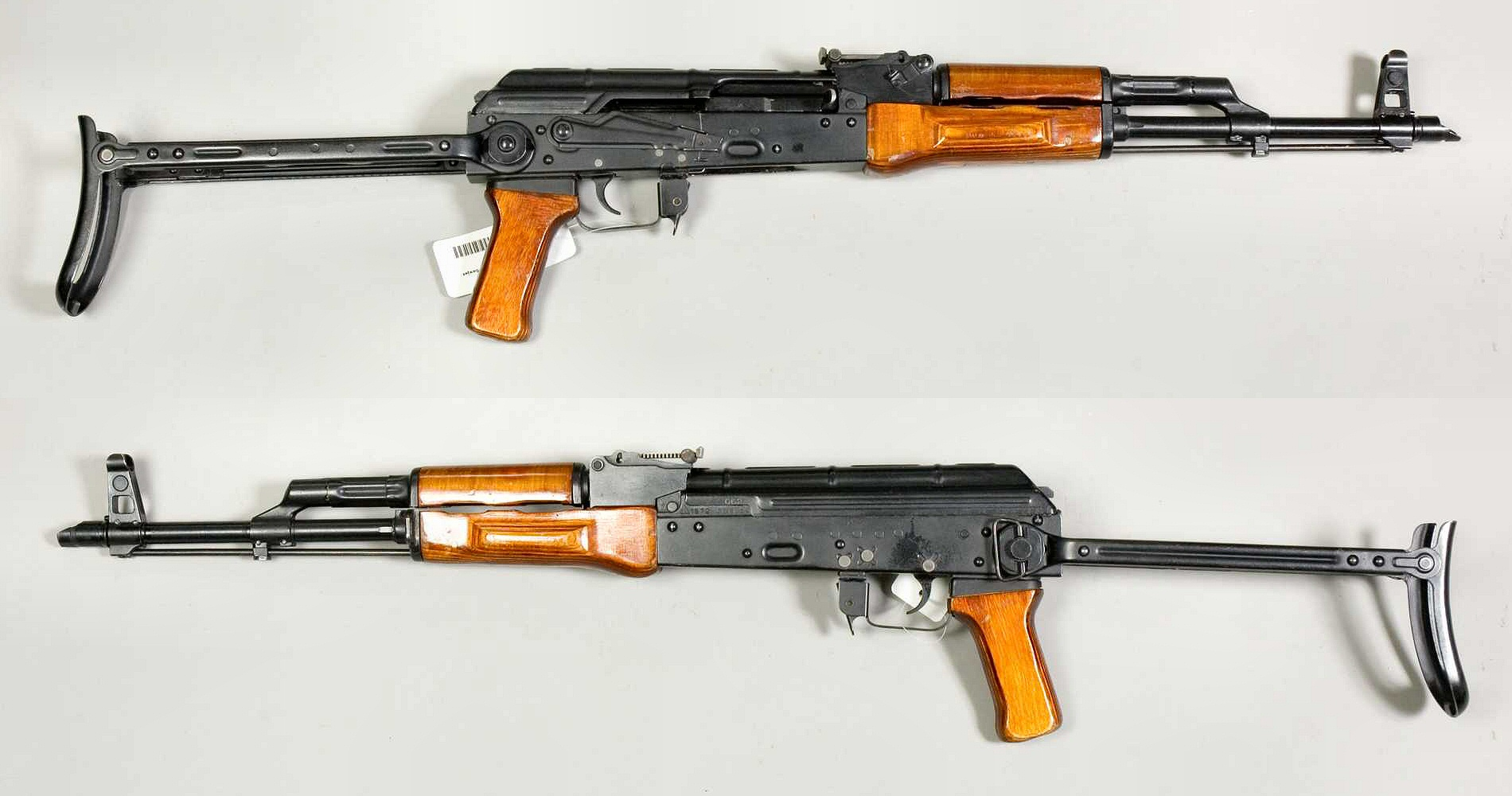
AKMS sem carregador

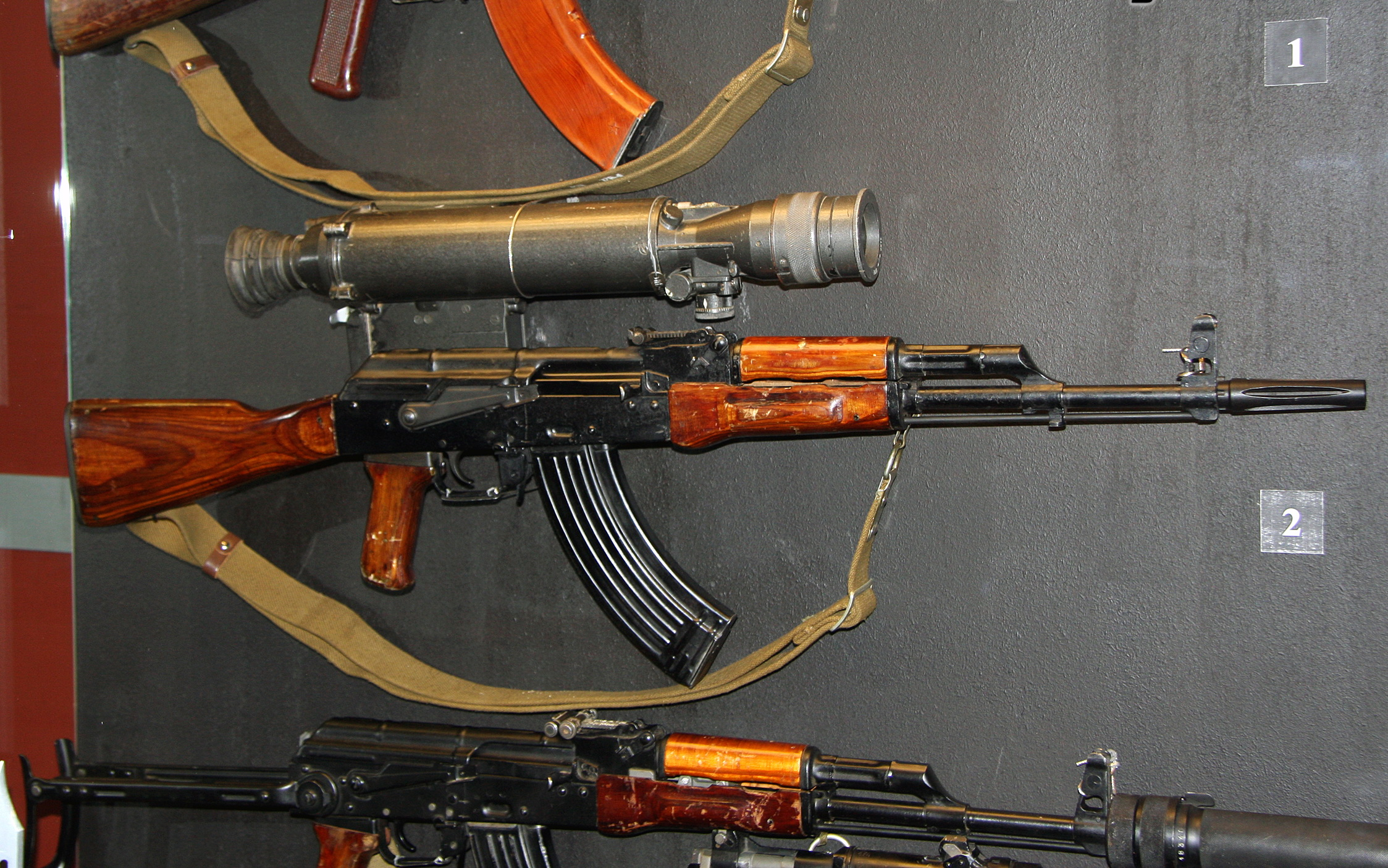
AKML com NSP-3

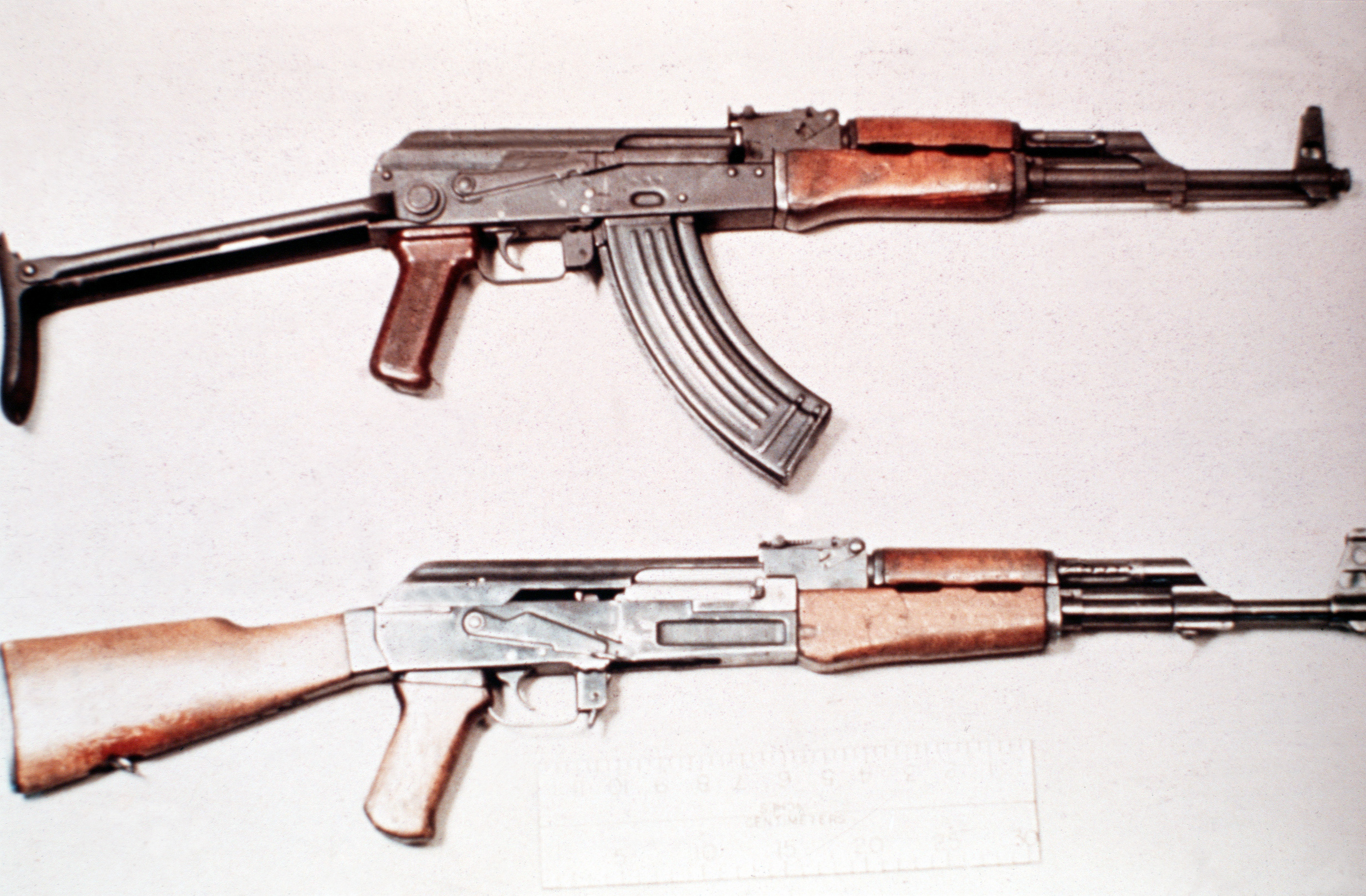
Um AKMS (topo) em comparação com um padrão soviético AK-47 (inferior)

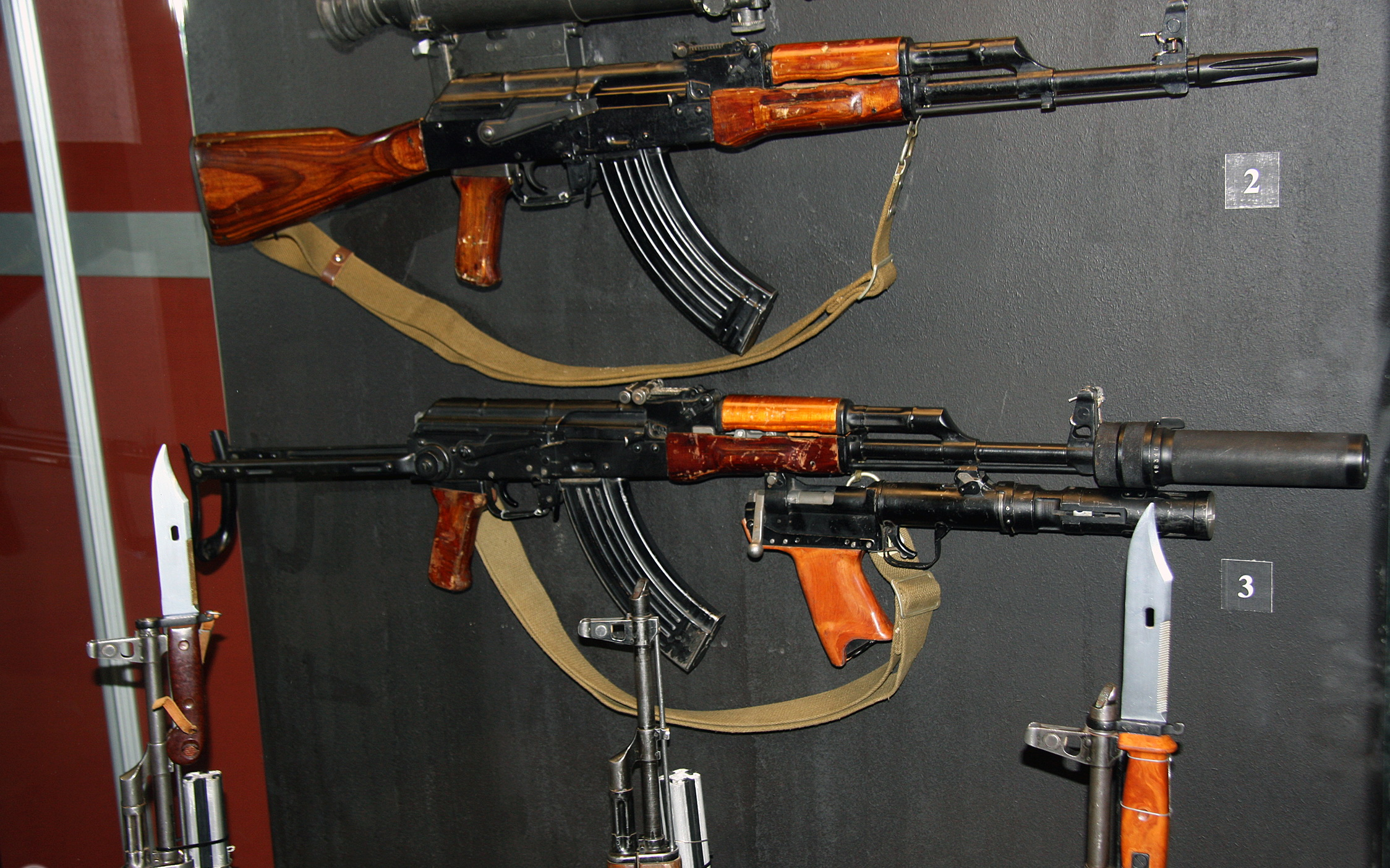
AKMS com supressor de som e BS-1 Tishina lança-granadas silencioso.

A variante principal do AKM é o AKMS (S - Skladnoy - Dobrando), que foi equipado com um estoque de ombro de metal dobrável em vez do material de madeira fixa. O estoque de metal do AKMS é um pouco diferente do estoque de dobramento do modelo AKS-47 anterior porque ele tem um mecanismo de bloqueio modificado, que bloqueia ambos os braços de suporte do estoque AKMS em vez de apenas um (braço esquerdo) como no AKS- 47 dobrando o modelo. Também é feita de prensas de aço rebitadas, em vez das versões fresadas da maioria dos AKS-47s.
O AKM foi produzido nas seguintes versões: AKMP, AKML e AKMLP, enquanto o AKMS conduziu aos seguintes modelos - AKMSP, AKMSN e AKMSNP. Ele é projetado especialmente para uso por paraquedistas, como o estoque dobrável permite mais espaço para outros equipamentos quando saltar de um avião e, em seguida, desembarque.
O AKMP usa pontos de mira iluminados com raios moderados integrados na visão frontal e traseira. Estas miras permitem que os alvos sejam engajados em condições de pouca luz, e quando o campo de batalha é iluminado com chamas, incêndios ou focos no focinho ou quando o alvo é visível como uma sombra contra um fundo iluminado. O entalhe deslizante no braço da mira é então movido para o ajuste "S" (que corresponde ao ajuste "3" no AKM). A própria mira é guiada na escala deslizante e tem um soquete, que contém uma cápsula cheia de gás de trítio diretamente abaixo do entalhe diurno. O poste frontal do trítio instala-se na base da mira frontal usando um retentor e uma mola.
A AKML vem equipado com um calha lateral usada para anexar um dispositivo de visão noturna. O suporte compreende uma placa plana rebitada à parede esquerda do alojamento do receptor e um suporte de suporte fixado à base de montagem com parafusos. Para proteger a placa sensível à luz fotográfica do visor da visão noturna, a arma usa um supressor de flash com fenda, que substitui o compensador de retrocesso padrão. O AKML também pode ser desdobrado na posição propensa com um bipé destacável cano montado que ajuda a estabilizar a arma e reduz a fadiga do operador durante períodos prolongados de observação. O bipé é fornecido como um acessório e é transportado em um coldre unido ao cinto de serviço.
A AKMN vem equipado com um calha lateral usado para anexar um dispositivo de visão noturna. O modelo designado AKMN-1 pode assim montar o telescópio de visão noturna multi-modelo 1PN51 e o AKMN2 a luneta multi-modelo da visão noturna 1PN58.
A AKMLP é uma versão do AKML com miras trítio (como no AKMP).
O fuzil AKMSP é baseado na variante de estoque dobrável AKMS mas equipado com visões noturnas de trítio, como no AKMP.
A AKMSN modelo é derivado do AKMS e possui um trilho de acessório usado para montar um sensor de visão noturna como visto no AKML e adicionalmente um flash hider e bipé. O braço esquerdo do material dobrável do AKMSN é dobrado para fora, a fim de evitar o suporte de montagem da visão durante a dobra e o laço do estilingue foi movido mais para trás. Da mesma forma que o AKMN-1, o AKMSN-1 pode montar o telescópio de visão noturna multi-modelo 1PN51 e o AKMSN2 o luneta de visão noturna multi-modelo 1PN58.
Uma versão do AKMSN adicionalmente fornecido com a fábrica de visões noturnas trítio é chamado de AKMSNP.
Uma versão do AKM com um guarda mão inferior modificado projetou aceitar os 40mm wz. 1974 O lança-granadas Pallad foi desenvolvido na Polônia e designado karabinek-granatnik wz. 1974.

### Variante de disparo semiautomática

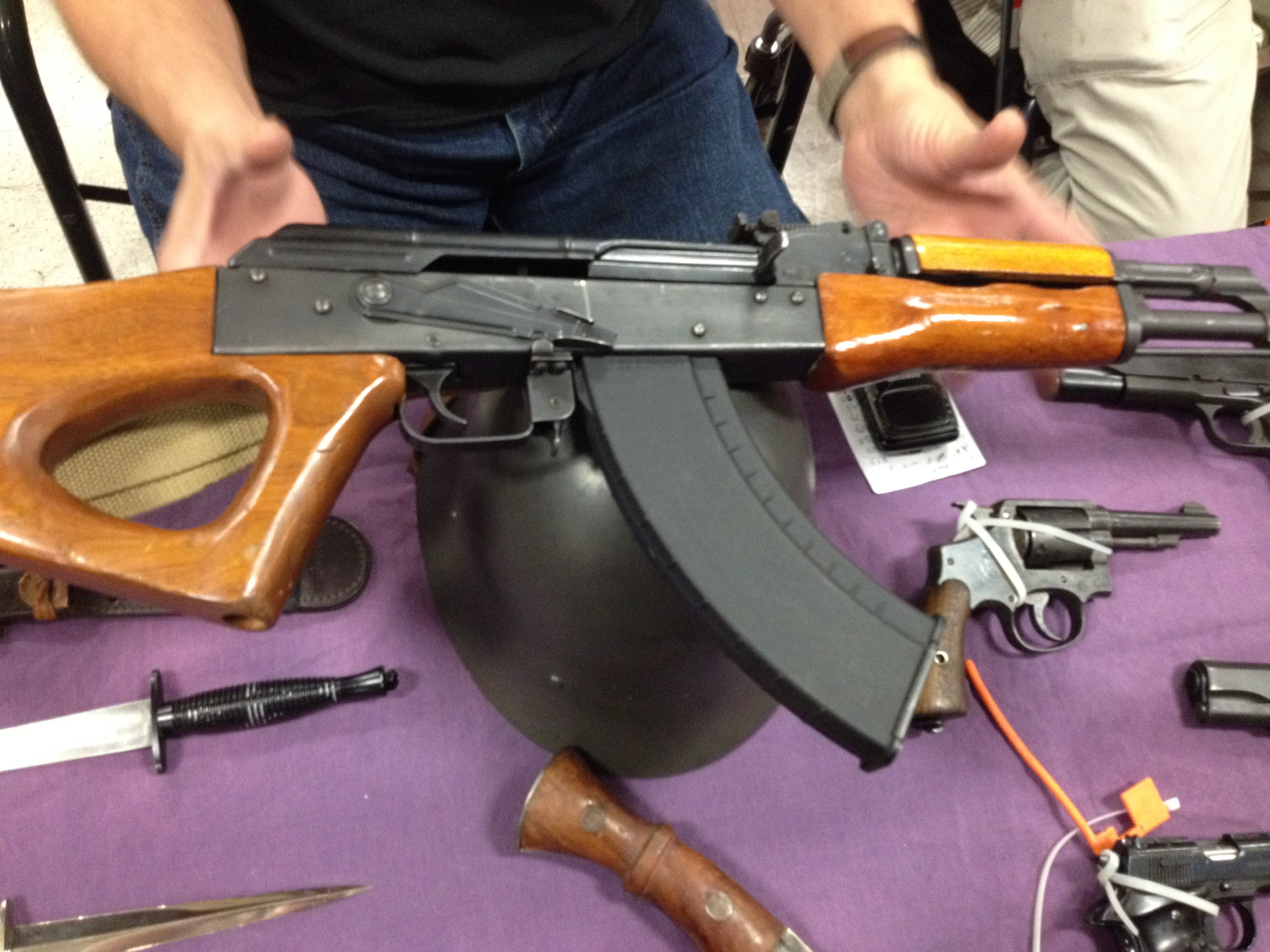
WASR-10 com estoque thumbhole Nota-se falta de covinhas sobre mag bem peculiar à série WASR

O WASR-10 é uma variante semiautomática apenas desenvolvida a partir do fuzil da série AKM, mas não é uma versão mais um derivativo ou variante devido a mudanças significativas. A falta da cova sobre o poço revista é uma peculiar característica WASR útil na identificação de rifles série WASR. A série WASR são fabricados na Romênia pelo fabricante de armas Cugir e amplamente importados para os Estados Unidos para o mercado de armas esportivas pelo importador International Arms Century que modifica-los com Tapco de ações da Geórgia. Century começou a instalar o grupo de gatilho TAPCO Intrafuse AK G2 em 2007 para eliminar as lesões nos dedos pelo gatilho.

## Utilizadores
- Afeganistão[2]
- Albânia[23]
- Argélia[23]
- Angola[23]
- Armênia[23]
- Azerbaijão[23]
- Bangladesh[23]
- Bielorrússia[23]
- Benim[23]
- Bósnia e Herzegovina[23]
- Botswana[23]
- Bulgária:  Produzido localmente.[23][24]
- Camboja[23]
- Cape Verde[23]

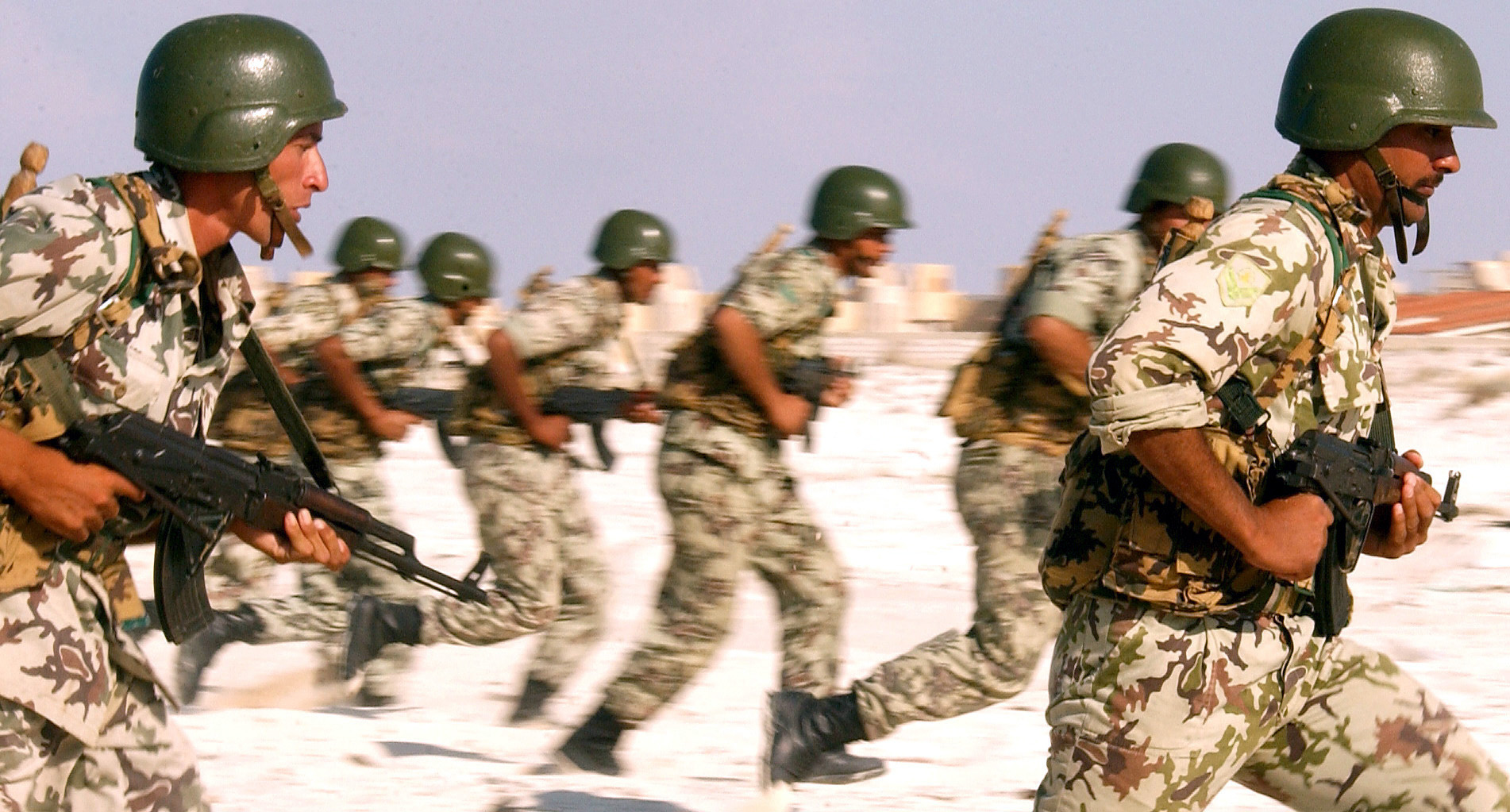
Soldados egípcios em treinamento com fuzis Misr de fabricação egípcia

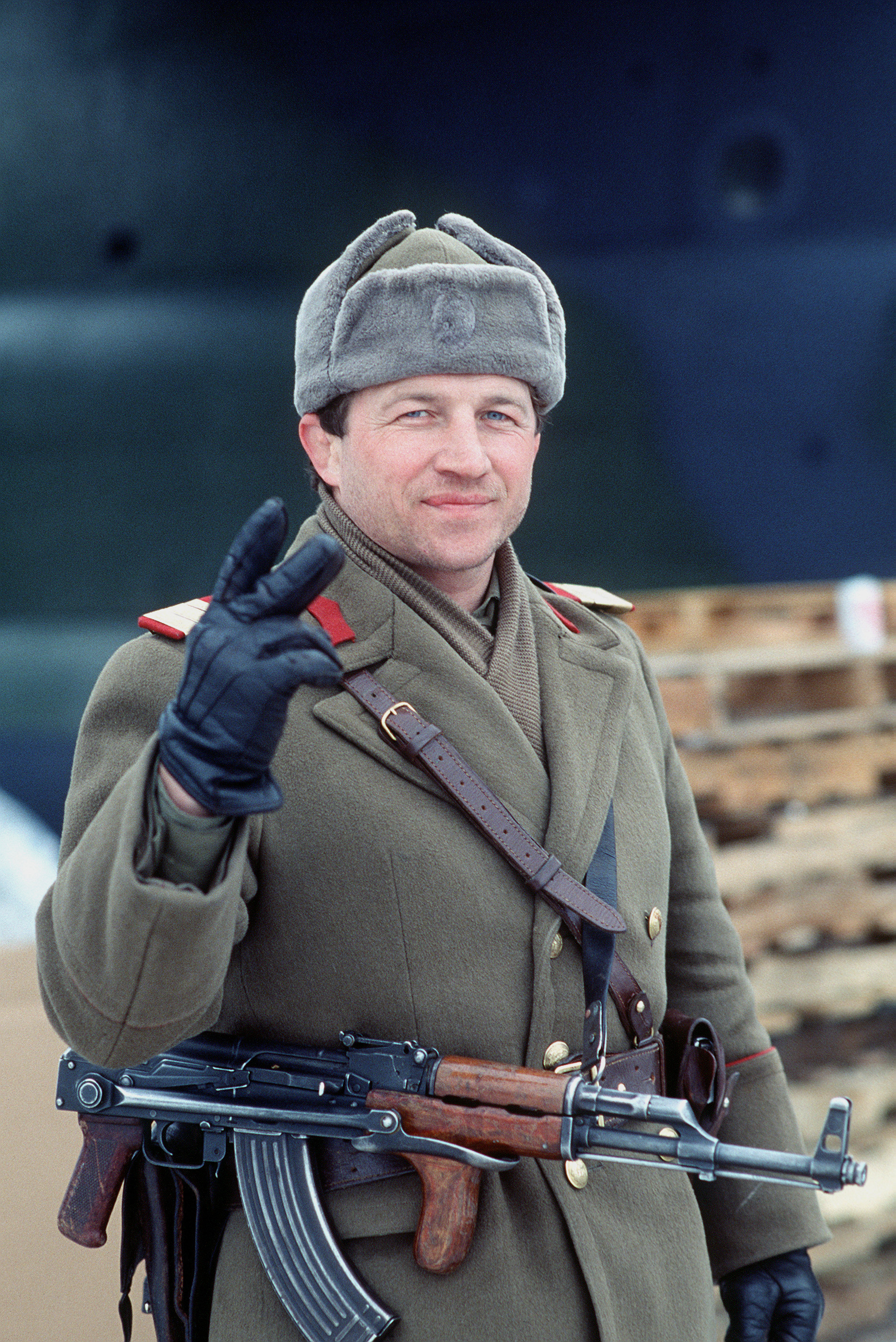
Um sub-oficial romeno com uma AKM modelo 65

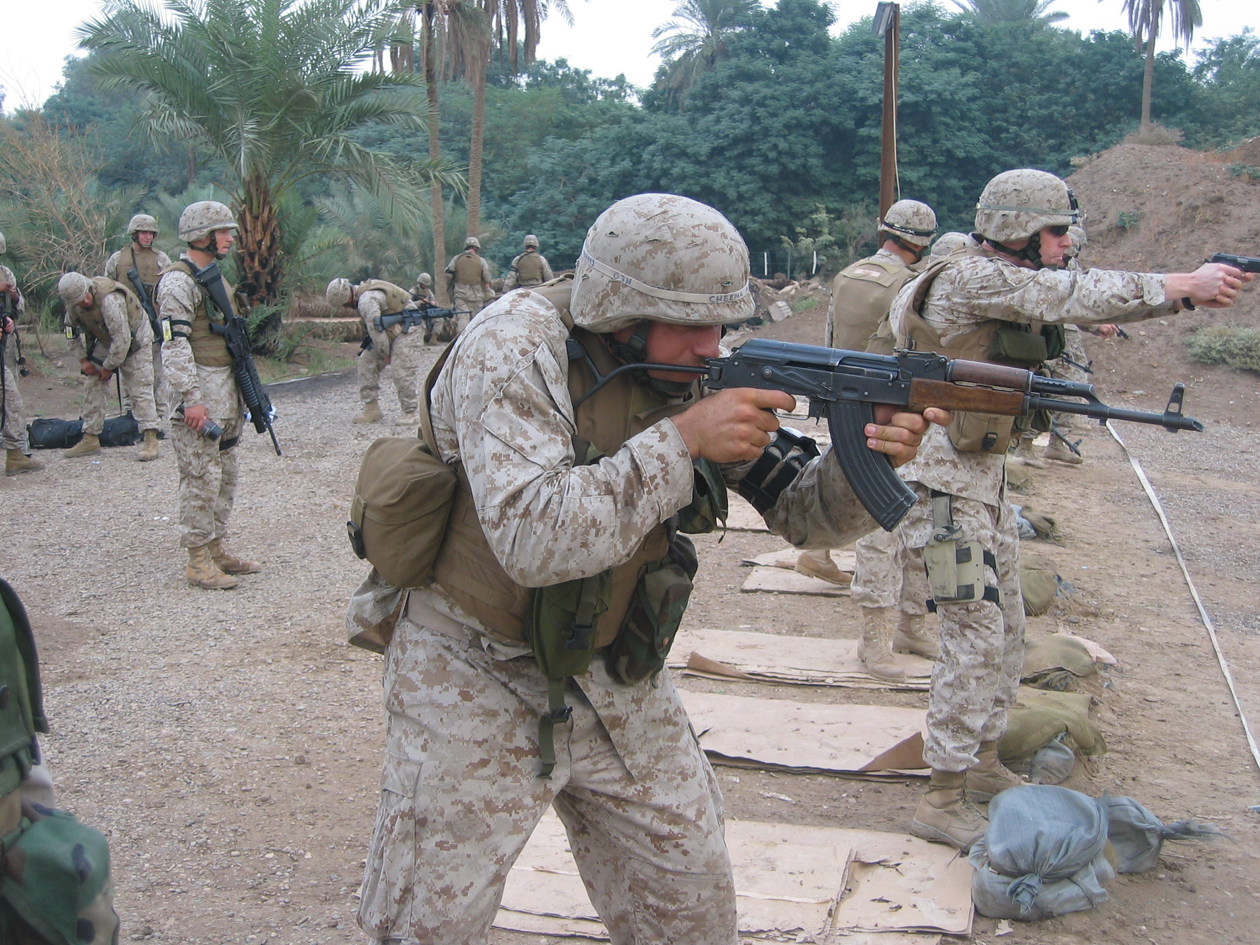
Marinheiro dos EUA atirando com um rifle de assalto MPi-KMS-72 da Alemanha Oriental

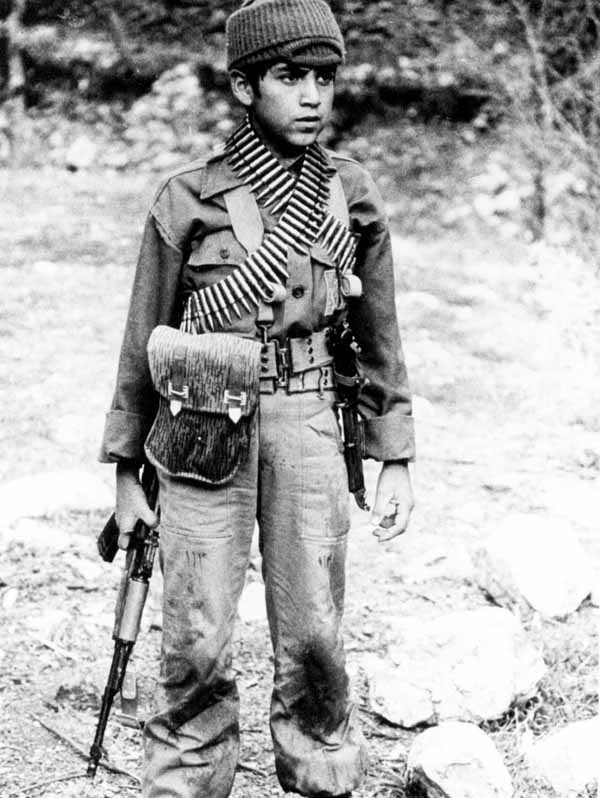
Uma criança soldado iraniana segurando um AKM na Guerra Irã-Iraque.

- República Centro-Africana[23]
- Chade[23]
- Chile[25]
- Comores[23]
- Congo-Brazzaville[23]
- Cuba: Produzido localmente sob licença.[23] Também usado o tipo 68s na década de 1980.[26]
- República Democrática do Congo[23]
- Djibouti[2]
- Egito: Misr é uma cópia egípcia do AKM, fabricado pela fábrica 54 da Companhia Maadi para Indústrias de Engenharia no Cairo para o Exército Egípcio e para vendas de exportação.[27][28][29][30][31]
- Guiné Equatorial[23]
- Etiópia[2]
- El Salvador[carece de fontes?]
- Eritreia[23]
- Estônia: Ainda em uso limitado por militar/policial. Substituído por AK-74.[23]
- Finlândia: Possui estoques de clones AKM importados para serviço de reserva durante a guerra (o Tipo 56 chinês conhecido como o RK 56 TP eo MPi-km da Alemanha Oriental como o RK 72[32]) juntamente com derivados da AK concebidos localmente (O Rk 62 e o Rk 95 TP).
- Gabão[23]
- Geórgia[23]
- Guiné[23]
- Guiné-Bissau[23]
- Guiana[23]
- Hungria:[23] Há uma cópia húngara do AKM chamada 'AK-63' fabricado pela FÉG. O AK-63 vem com um estoque fixo de madeira ou plástico, mas existe uma versão com um estoque de metal sob dobramento chamado AK-63D.
- Índia[23] Vários modelos de AKM e fuzil estilo AKM em uso. Uma variante local desenvolvida e fabricada pela Rifle Factory Ishapore.
- Irã[23] das fábricas  chinesas
- Iraque[23] das fábricas soviéticas e romenas
- Israel:[23] Capturado dos exércitos árabes durante o curso do Conflito árabe-israelense.
- Cazaquistão[23]
- Quirguistão[2]
- Laos[23]
- Letônia[23]
- Lesoto[23]
- Libéria[23]
- Líbia[23]
- Lituânia[23]
- Madagáscar[23]
- Mali[23] – Forças Armadas e de Segurança do Mali
- Moldávia[23]
- Mongólia[23]
- Marrocos[23]
- Moçambique[23]
- Coreia do Norte: Variante tipo 68.[23] A variante não possui um redutor de taxa.[33]
- Paquistão: Variante tipo 56.[23]
- Estado da Palestina: Variante M70[34]
- Peru[23]
- República Popular da China: Variante tipo 56 .[2]
- Catar[23]
- República da Macedónia[23]
- Roménia: Produzido localmente como o PM md. 63.[23][24]
- Rússia:[23] Ainda em uso militar e policial limitado. Oficialmente substituído na maioria das unidades militares russas pelo AK-74. Algum uso principalmente em ambientes urbanos devido à habilidade de penetrar cobertura pesada.
- São Tomé e Príncipe[23]
- Arábia Saudita[35]
- Sérvia[23]
- Seychelles[23]
- Sudão do Sul[2]
- Serra Leoa[23]
- Eslovênia[23]
- Somália[23]
- Sudão[23]
- Suriname[23]
- Suécia Um pequeno número de AKM são usados pela Forças Armadas Suecas para treinamento de familiarização,[36] mas não são emitidos para unidades de combate.
- Síria[23]
- Tajiquistão[23]
- Tanzânia[23]
- Togo[23]
- Turquia[23][37]
- Turcomenistão[23]
- Ucrânia[23] ainda em uso limitado, oficialmente substituído na maioria das unidades militares ucranianas pelo AK-74. AKMS usado pelo Serviço de Segurança. Ucraniano
- Emirados Árabes Unidos[23]
- Uzbequistão[23]
- Venezuela Comprado em 2005[38]
- Iémen[23]
- Iugoslávia: Várias variantes baseadas no AKM construído pela fábrica Zastava Arms, mais notavelmente o M70 e M70B.[39]
- Zâmbia[23]
- Zimbabwe[23]

### Ex-usuários
- Alemanha Oriental: Produzido localmente. Exemplos incluem o MPi-km (estoque fixo) e MPi-KMS-72 (estoque de dobra lateral)[3]
- Granada[40]
- Nicarágua[41]
- Omã: Alguns capturados da  Dhofari rebels.[42]
- Polônia: Produzido localmente. Substituído por Kbs wz. 1996 Beryl e logo por MSBS.[24][3]
- Rodésia:  Os fuzis AKM capturados foram emitidos principalmente para equipes de helicópteros.[43]
- União Soviética[2]
- Estados Unidos, fuzis capturados foram usados no Vietnã[44] e outros conflitos.[45]
- Vietnã[23] Fuzil de infantaria padrão do exército vietnamita.
- Vietnã do Sul, o ARVN foram fornecidos com fuzis AKM capturados.[44]
- Iugoslávia: Diversas variantes baseadas no AKM construído pela fabrica Zastava Arms, mais notavelmente o M70 e M70B.[46]

### Usuários não estatais
- Frente Farabundo Martí de Libertação Nacional: Tipo 68s recebido nos anos 80.[26]
- Forças Armadas Revolucionárias da Colômbia[47]

## veja também
- AK-74
- RPK
- Lista de armas russas
- Lista de fuzis de assalto